# Kevin Lilliana
Kevin Lilliana Junaedy (Bandung, 5 gennaio 1996) è una modella indonesiana, incoronata Miss International 2017.
È la prima indonesiana di sempre ad essere eletta Miss International.

## Biografia

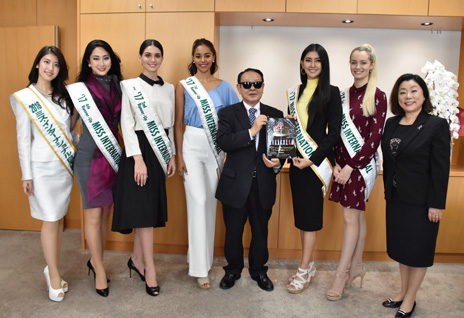
Kevin Lilliana in Mikimoto.

Nasce nella città indonesiana di Bandung, in Giava Occidentale, figlia di Pupu Junaedi e Lina Yulianti. Il suo nome è ispirato al protagonista del film natalizio Mamma, ho perso l'aereo, tra i preferiti dei suoi genitori. Questi ultimi si aspettavano inizialmente un figlio maschio, ma dopo aver scoperto il sesso della bimba decidono di chiamarla ugualmente Kevin. 
Si laurea in design degli interni presso la Maranatha Christian University, per poi iniziare la professione di modella.
Il 31 marzo 2017 si classifica seconda a Puteri Indonesia 2017, alle spalle di Bunga Jelitha, venendo quindi selezionata come rappresentante dell'Indonesia per l'edizione di Miss International di quell'anno.
Il 14 novembre seguente vola al Tokyo Dome City dell'omonima città per partecipare alla 57ª edizione di Miss International, dove è incoronata vincitrice dalla reginetta uscente Kylie Verzosa. Per l'Indonesia si tratta del primo successo nella storia della competizione.